# Gazella leptoceros
Gazella leptoceros (Газель піщана) — вид роду Газель.

## Поширення
Країни поширення: Алжир, Чад, Єгипет, Лівія, Малі, Нігер, Судан, Туніс. Полюбляє області дюн. Рухається в широких межах у пошуках ефемерної рослинності.

## Опис
Їх бліде хутро відбиває сонячні промені, замість того, щоб поглинати їх, копита збільшені, щоб допомогти ходити по піску, хоча іноді вони займають кам'янисті регіони. Роги самців тонкі й злегка вигнуті, у самиць ще тонші, легші та менш вигнуті. Загальна довжина від 1,15 до 1,3 метра, з якої на хвіст припадає від 15 до 20 сантиметрів. Висота в плечах від 65 до 70 сантиметрів, вага від 20 до 30 кг. Роги від 30 до 40 сантиметрів завдовжки. Хутро знизу вершкового, зверху вершково-коричнюватого кольору. Є нечіткі відмітини на обличчі й чорна, дистальна половина хвоста.

## Поведінка
Годується рано вранці та ввечері. Отримує більшу частину своїх потреб у воді від роси та рослинної вологи, спираючись трохи на відкриті джерела води.

## Загрози та охорона
Головною загрозою є полювання / браконьєрство, хоча порушення і деградації природних місць мешкання через опустелювання також робить негативний вплив. Населяє природоохоронні території.